# Pleromelloida bonuscula
Pleromelloida bonuscula är en fjärilsart som beskrevs av Smith 1898. Pleromelloida bonuscula ingår i släktet Pleromelloida och familjen nattflyn. Inga underarter finns listade i Catalogue of Life.